# Jüdischer Friedhof (Gerolstein)
Der Jüdische Friedhof Gerolstein  ist ein Friedhof in der Stadt Gerolstein im Landkreis Vulkaneifel in Rheinland-Pfalz. Er steht seit Juni 1989 als Kulturdenkmal unter Denkmalschutz.

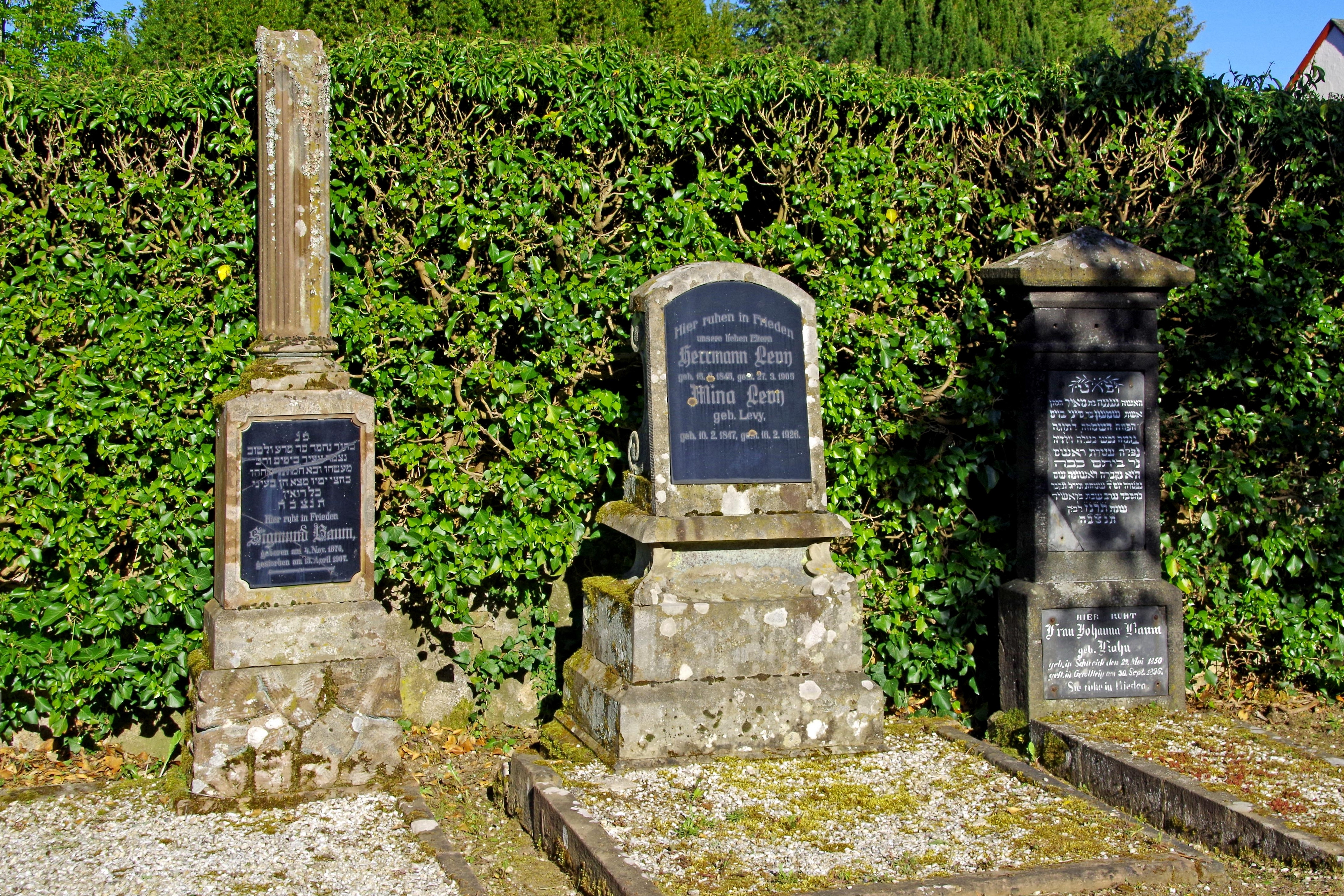
Der jüdische Friedhof in Gerolstein

Der jüdische Friedhof liegt an der Sarresdorfer Straße/Am Auberg im kommunalen  Friedhof. Es sind 22 Grabsteine erhalten, der älteste aus dem Jahr 1896. Nach anderen Angaben sind es „15 Grabstätten (acht Einzel- und fünf Doppelgräber)“.

## Geschichte
Der 123 m² große Friedhof wurde 1892 auf dem Areal des allgemeinen Friedhofs angelegt und bis zum Jahr 1940 belegt.
Der Friedhof wurde 1957 von der Stadt Gerolstein wieder instand gesetzt. Eigentümerin des Grundstücks ist seit 1951 die jüdische Kultusgemeinde Trier.